# Renault serii R
Renault serii R – samochód ciężarowy produkowany przez Renault Véhicules Industriels w latach 1980-1996. Pierwsze egzemplarze tych pojazdów pojawiły się w 1980 r. i były nieznacznie zmodyfikowanymi wersjami bliźniaczych ciężarówek Berliet serii "TR" i Saviem serii "PX", marek należących już w tym czasie do koncernu Renault.
W całej historii modelu stosowano tylko dwa typy silników o różnej mocy i momencie obrotowym. Były to: rzędowy, 6-cylindrowy, 12 litrowy motor MIDR 06.35.40, oraz V8 o pojemności 14,88 litra i 4 zaworach na cylinder o oznaczeniu MIVS 08.35.30.